# Girikerto, Sleman
Girikerto är en administrativ by i Indonesien.   Den ligger i regionen Yogyakarta, i den västra delen av landet, 400 km öster om huvudstaden Jakarta.